# Thiha Htet Aung
Thiha Htet Aung (tiếng Miến Điện: သီဟထက်အောင်; sinh ngày 13 tháng 3 năm 1996) là một cầu thủ bóng đá Myanmar hiện đang thi đấu ở vị trí trung vệ cho câu lạc bộ Yangon United và Đội tuyển bóng đá quốc gia Myanmar. 

## Sự nghiệp thi đấu quốc tế
Năm 2015, anh ta đóng vai trò quan trọng trong đội hình đội tuyển U-20 Myanmar dự Giải vô địch bóng đá U-20 thế giới 2015 ở New Zealand.

## Thống kê sự nghiệp

### Quốc tế
Tính đến 30 tháng 12 năm 2022
| Đội tuyển quốc gia | Năm   | Trận | Bàn thắng |
| ------------------ | ----- | ---- | --------- |
| Myanmar            | 2017  | 6    | 0         |
| Myanmar            | 2018  | 0    | 0         |
| Myanmar            | 2019  | 0    | 0         |
| Myanmar            | 2021  | 0    | 0         |
| Myanmar            | 2022  | 7    | 0         |
| Myanmar            | 2023  | 3    | 0         |
| Total              | Total | 16   | 0         |

## Danh hiệu
Đội tuyển quốc gia
- Tri-Nation Series (Ấn Độ)

-  Á quân (1):2023

- Cúp Hassanal Bolkiah: 2014

Câu lạc bộ
- Giải vô địch quốc gia Myanmar: Vô địch (2015)